# Vinogradov járás

A Vinogradov járás az Arhangelszki területen

A Vinogradov járás (oroszul Виноградовский муниципальный район) Oroszország egyik járása az Arhangelszki területen. Székhelye Bereznyik.

## Népesség
- 1989-ben 24 834 lakosa volt.
- 2002-ben 20 862 lakosa volt.
- 2010-ben 16 753 lakosa volt.